# بروئرتن (نیویورک)
بروئرتن (به انگلیسی: Brewerton) یک منطقهٔ مسکونی در ایالات متحده آمریکا است که در نیویورک واقع شده‌است. بروئرتن ۸٫۶ کیلومتر مربع مساحت و ۴٬۰۲۹ نفر جمعیت دارد و ۱۱۷ متر بالاتر از سطح دریا واقع شده‌است.